# Kamienica Kennerów w Krakowie
Kamienica Kennerów – zabytkowy budynek znajdujący się w Krakowie, w dzielnicy I przy ul. Szpitalnej 38, na Starym Mieście.
Kamienica o modernistycznej fasadzie powstała w latach 1910–1912, po wyburzeniu starszej zabudowy. Zaprojektował ją dla J. i P. Kennerów krakowski architekt Teodor Hoffmann. Na klatce schodowej znajdują witraże wykonane przez Krakowski Zakład Witrażów S. G. Żeleński według projektu Anny Gramatyki-Ostrowskiej.
Jest to czynszowa kamienica, w której mieściła się m.in. Restauracja Cyganeria, powstała pod koniec lat 30. XX wieku. Podczas II wojny światowej była lokalem „nur für Deutsche”. 22 grudnia 1942 przedstawiciele kilku żydowskich organizacji podziemnych dokonali wspólnie udanego zamachu na lokal (zginął oficer Luftwaffe, a 3 inne osoby zostały ranne). Jednym z uczestników tej akcji był Icchak Cukierman. Zamach upamiętnia tablica umieszczona na fasadzie budynku.

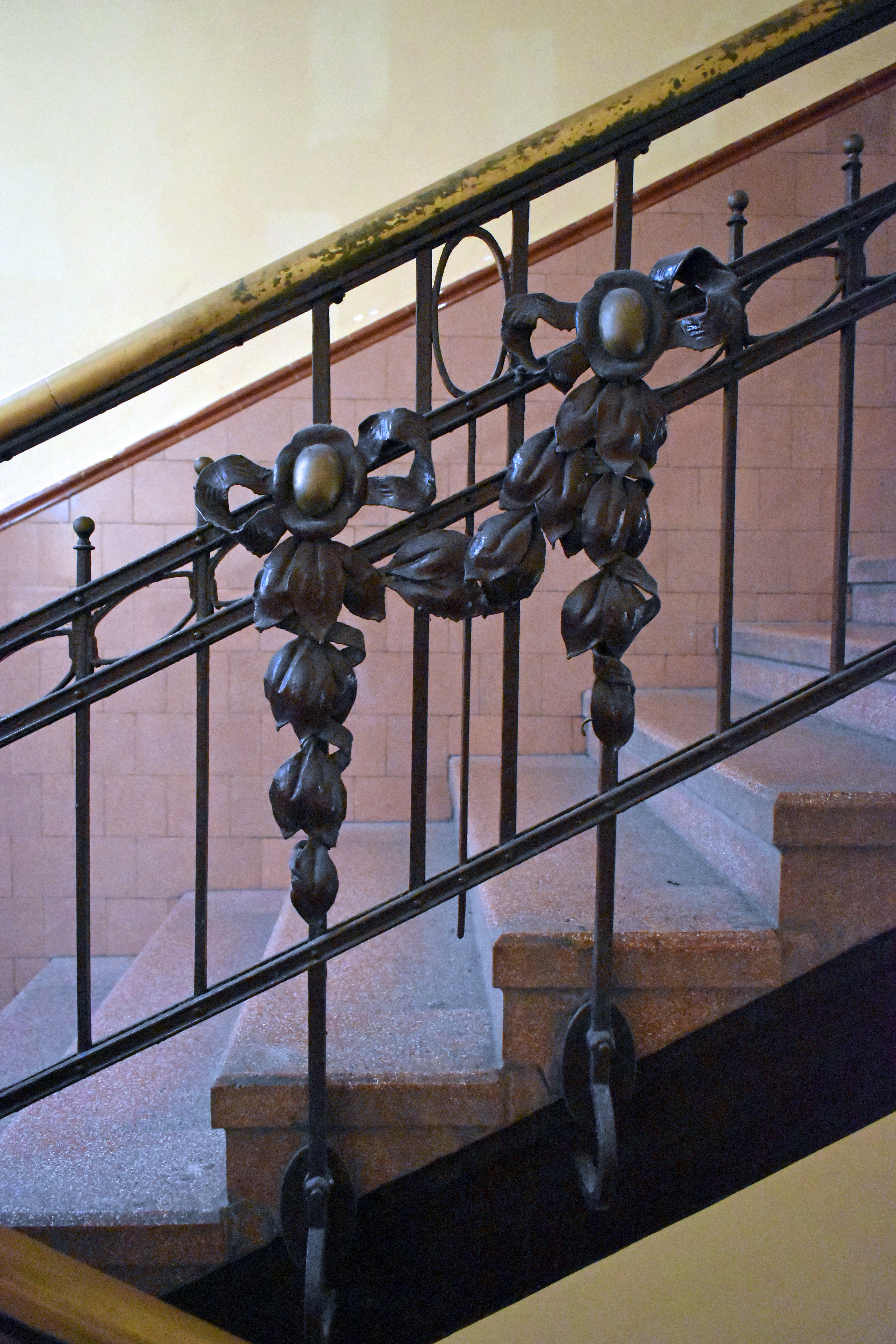
Balustrada detal.
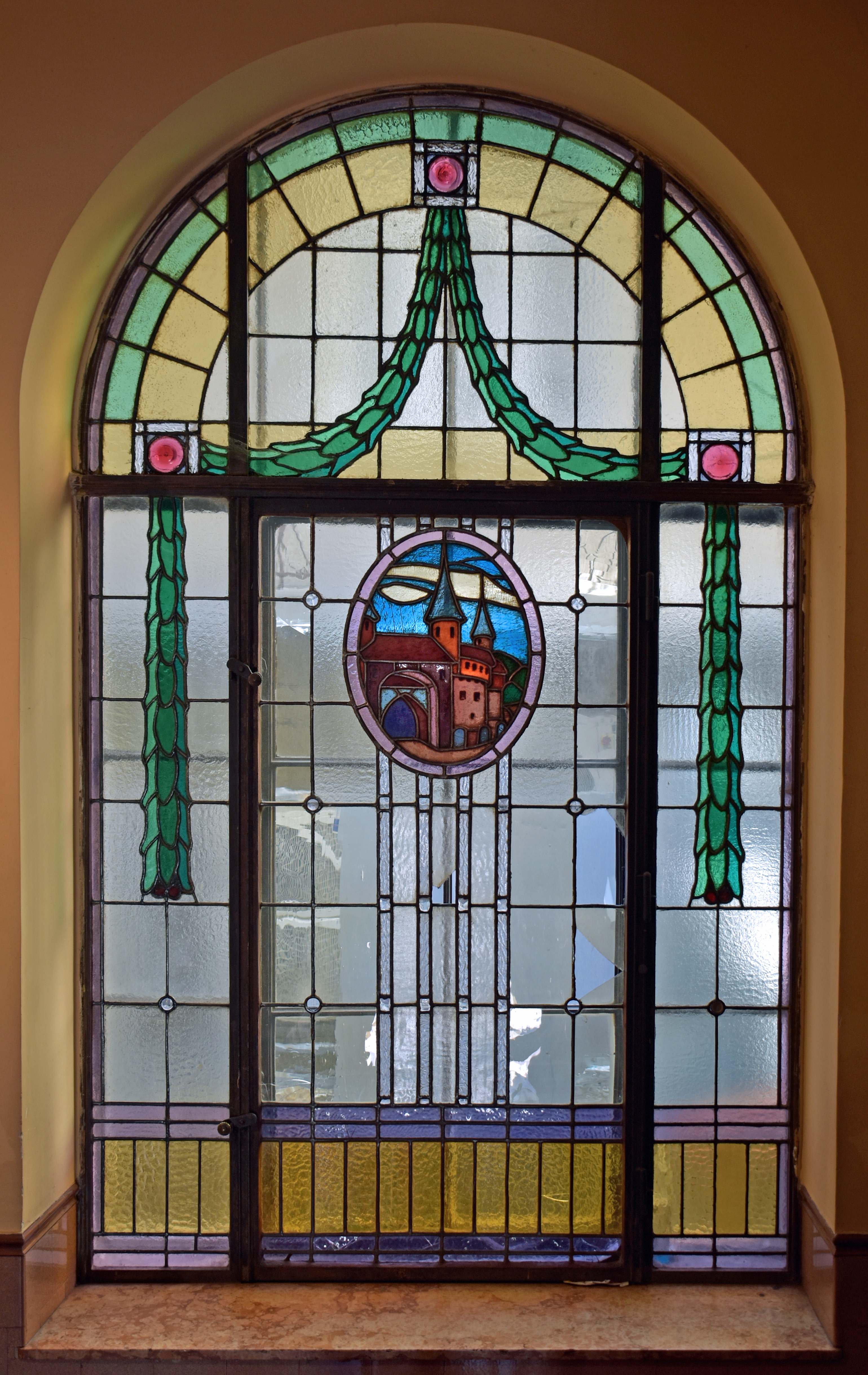
Witraż na I półpiętrze
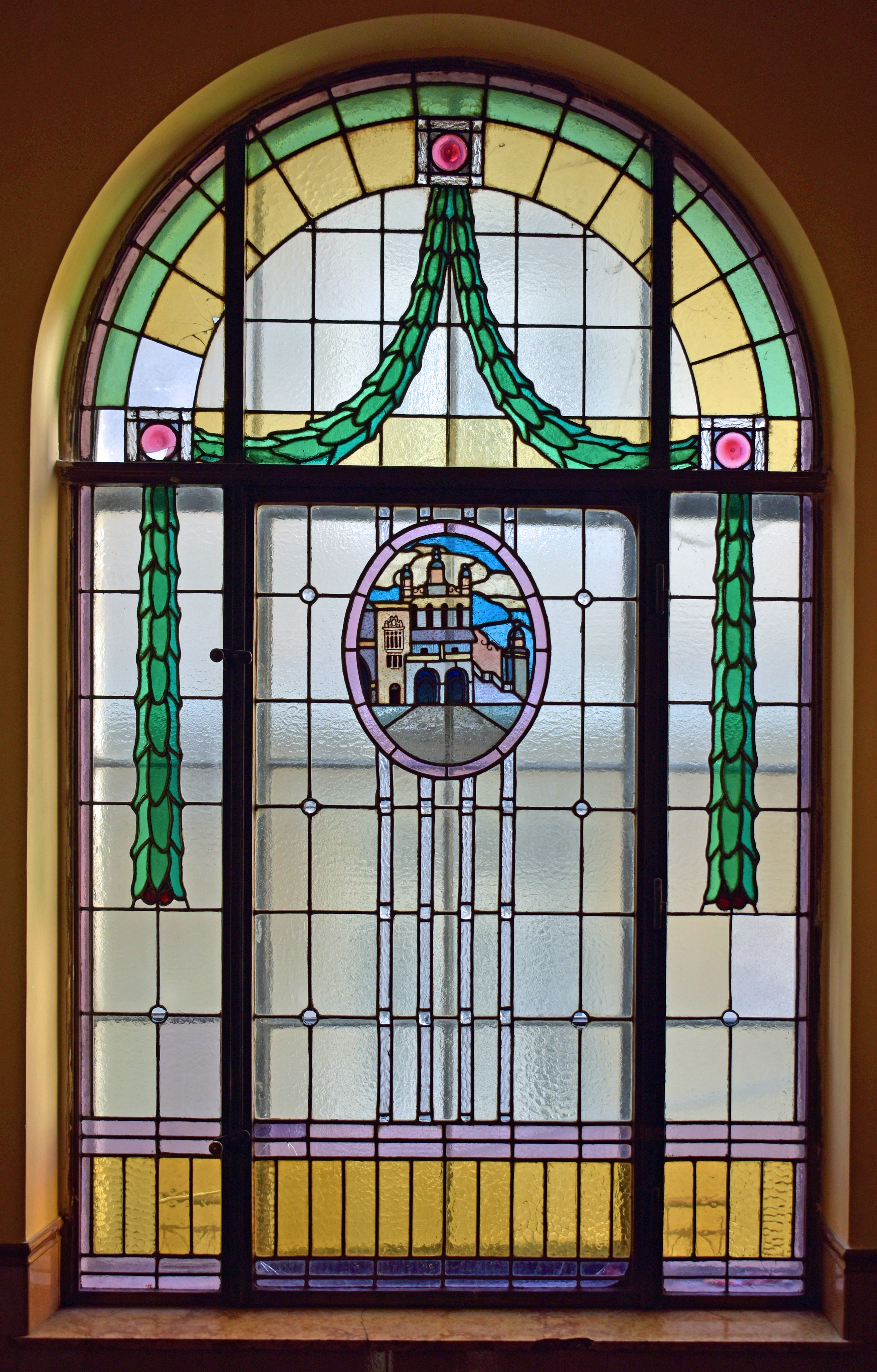
Witraż na II półpiętrze
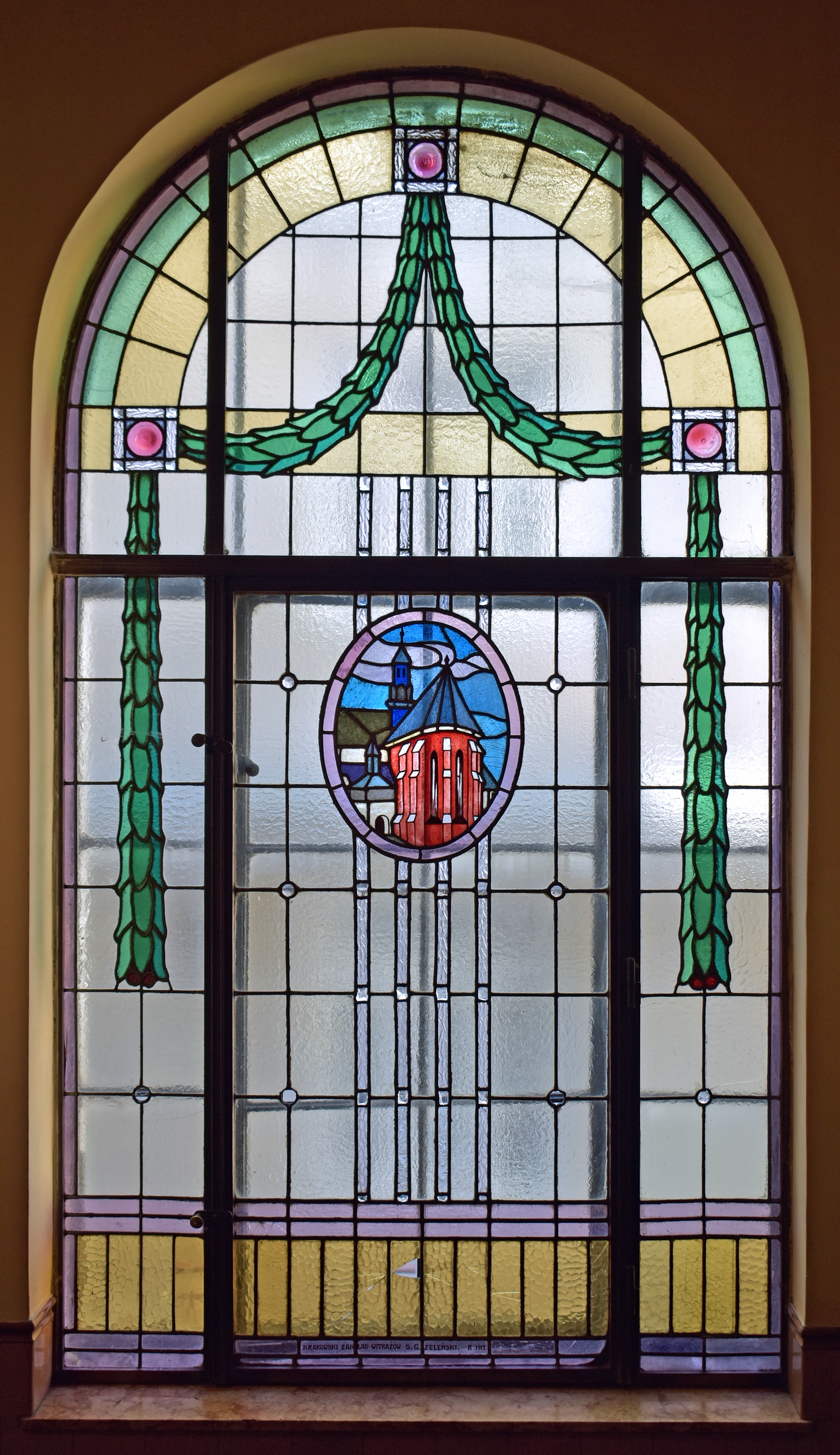
Witraż na III półpiętrze
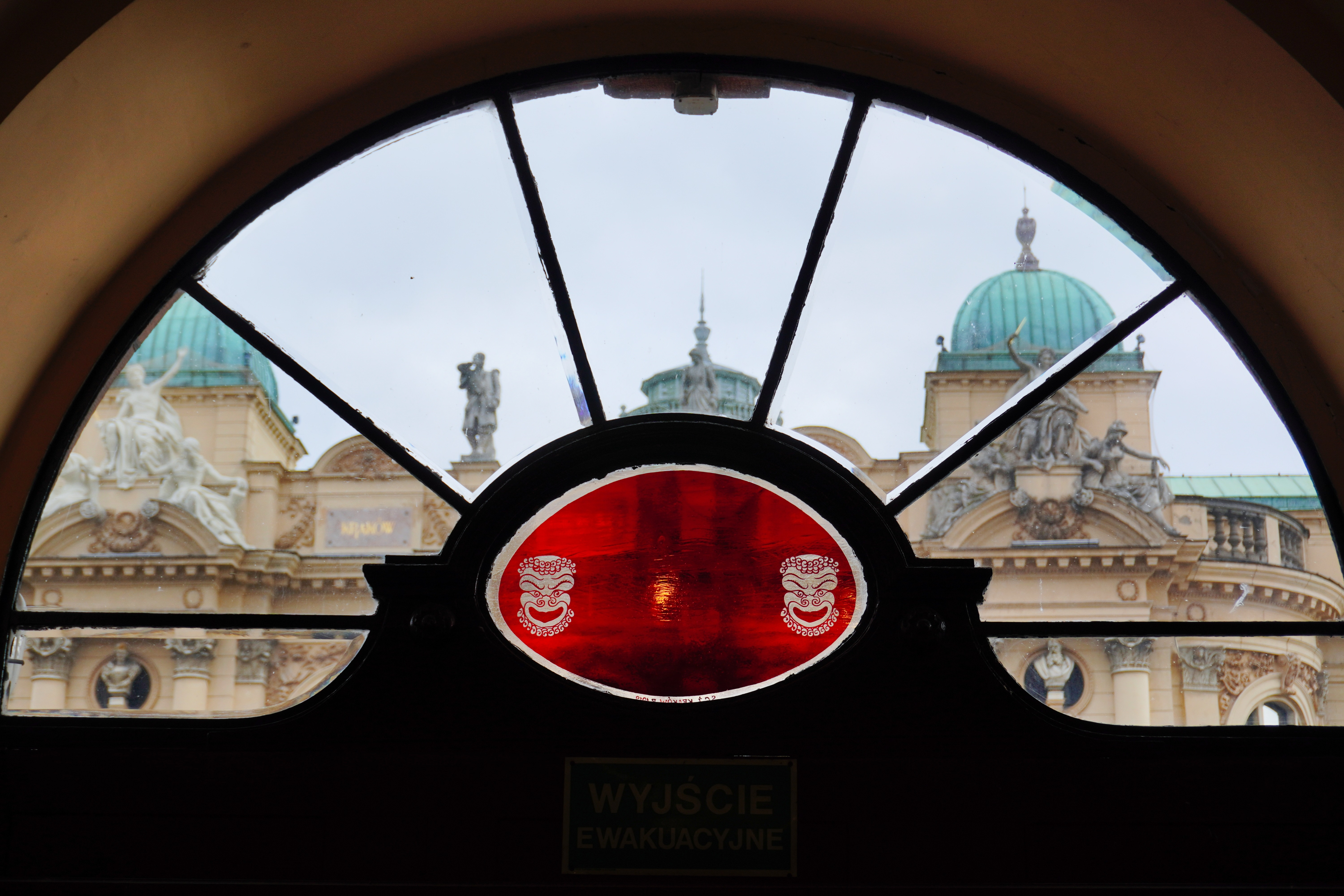
Nadświetle, w tle – Teatr Słowackiego